# تريمينة طويلة الذيل
تريمينة طويلة الذيل (الاسم العلمي:Trimenia macrura) هي نوع نباتي يتبع جنس التريمينة من فصيلة التريمينية.